# Distretto di Kailali
Il distretto di Kailali è un distretto del Nepal, in seguito alla riforma costituzionale del 2015 fa parte della provincia di Sudurpashchim Pradesh. 
Il capoluogo è  Dhangadhi.
Il distretto fa parte della zona di Seti nella Regione dell'Estremo Occidente.

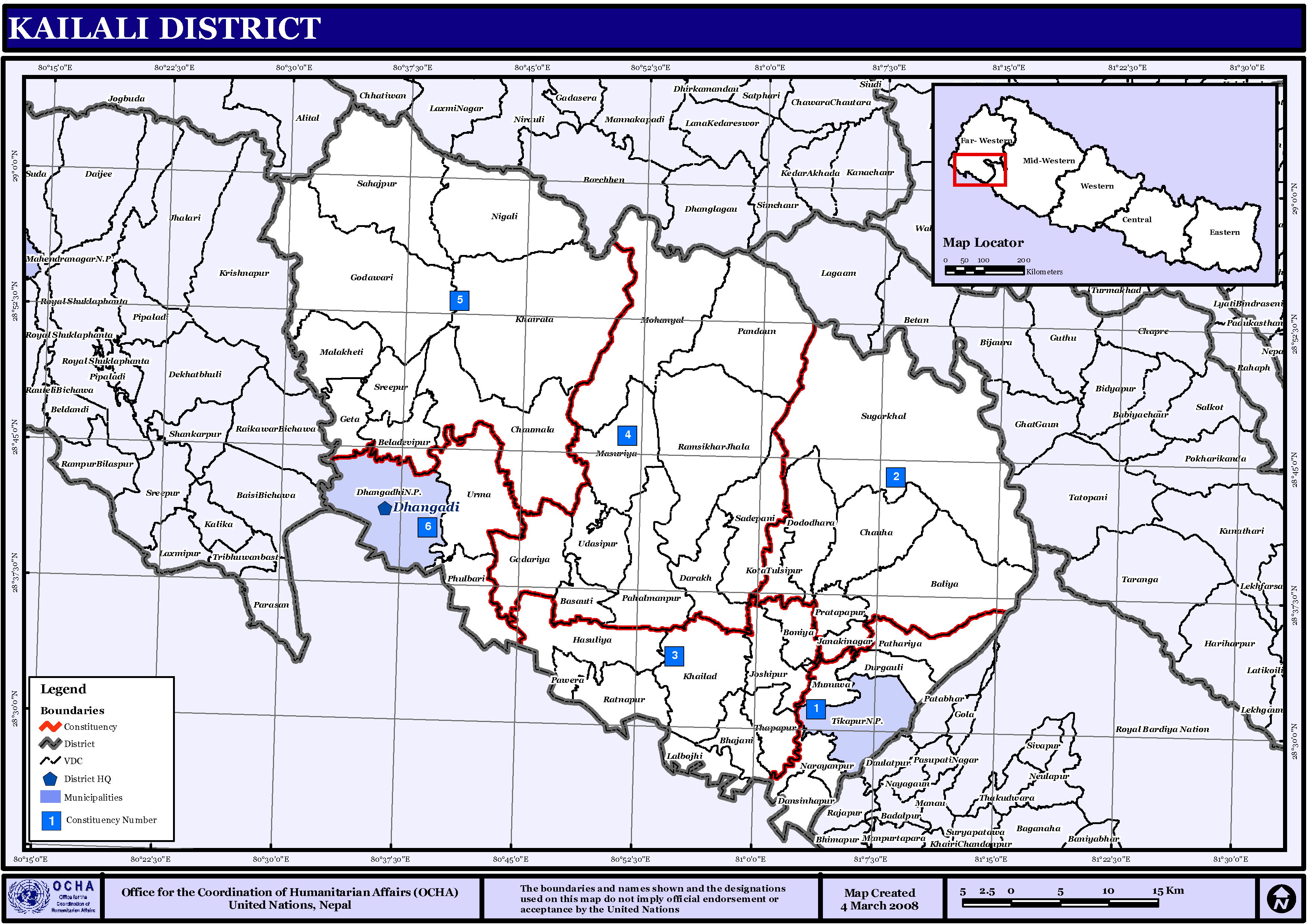
Mappa del distretto di Kailali